# 노르웨이 산업 노동자 박물관

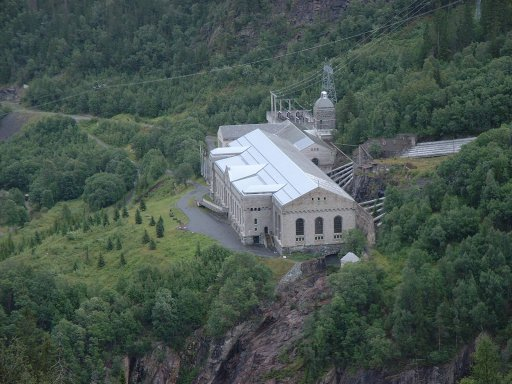
노르웨이 산업 노동자 박물관

노르웨이 산업 노동자 박물관(노르웨이어: Norsk Industriarbeidermuseum)는 노르웨이 텔레마르크주 리우칸에 위치한 산업 박물관이다. 1988년 6월 20일 개관하였다. 하르당에르비다 국립공원에 위치하고 있으며, 1971년 폐쇄된 베모르크 수력발전소의 시설을 박물관으로 조성했다. 2004년에는 틴 박물관과 통합하였다. 노르웨이 중수 사건과 관련된 자료들을 전시하고 있다.